# Michael An Gof
 (avril 2017).
Michael Joseph, plus connu sous le nom de Michael An Gof (mort le 27 juin 1497), était un des leaders du premier soulèvement cornique en 1497.
An Gof travaillait comme forgeron sur la Péninsule de Lizard. Mécontent de la politique fiscale du roi Henri VII, il incite la population cornique à se rebeller au printemps 1497. Avec le juriste Thomas Flamank et James Tuchet, 7e Baron Audley, il mène la rébellion dans le Devon et le Kent. Il est cependant défait par le roi à Blackheath le 17 juin.
Capturé à l'issue de la bataille, il est exécuté avec Flamank par hanged, drawn and quartered le 27 juin à Tower Hill.

## Sources
- The Cornish Rebellion
- "A name perpetual and a fame permanent and immortal"
- The Black Heath Rebellion, 16 June 1497